# Bistum Ho (römisch-katholisch)
Das Bistum Ho (lat.: Dioecesis Hoensis) ist eine in Ghana gelegene römisch-katholische Diözese mit Sitz in Ho.

## Geschichte
Das Bistum Ho entstand am 19. Dezember 1994 infolge der Teilung des Bistums Keta-Ho und wurde dem Erzbistum Accra als Suffraganbistum unterstellt. Erster Bischof wurde Francis Anani Kofi Lodonu. Seit 2015 ist Emmanuel Fianu SVD Bischof.